# 塚田正昭
塚田 正昭（つかだ まさあき、1938年12月16日 - 2014年1月27日）は、日本の俳優、声優。マウスプロモーションに所属していた。神奈川県川崎市出身。妻は同じく声優の野沢雅子。

## 経歴
神奈川県立川崎高等学校卒業。青年演劇研究所出身。劇団東芸を経て、マウスプロモーションに所属していた。
2006年頃から肝臓病を患っており、娘によると、心臓病や腎臓病も併発するなど壮絶な闘病をしていたという。宮下道央によると、内蔵を悪くした後は入院や通院を繰り返していた。その時に好きだった酒をやめなければならなかったり食事制限があったといい、一時期は覚悟しなければいけないような状態があり、何かあると危ないため、1人では出歩かせないほど弱っていた。2011年頃から体調不良を理由にレギュラー番組を降板。しかし、宮下と会っていた時は元気な姿を見せていたという。
2014年の正月の時は元気そうであり、玄関先や縁側で宮下と一緒に煙草を吹かしながら話していたが、同年1月27日、神奈川県横浜市の自宅で死去。75歳没。戒名は「嘉声院観海正覚居士（かしょういんかんかいしょうかくこじ）」。通夜は2月1日に営まれ、古谷徹、三ツ矢雄二、山口勝平、水島裕、戸田恵子ら433人が参列した。葬儀・告別式は2月2日に営まれ、山寺宏一、田中真弓、山口勝平、森田順平ら150人が参列し、出演作「BLEACH」の監督を務めた阿部記之が弔辞を読んだ。死因に関しては公表されていない。森田成一は自身のツイッターでも追悼メッセージを寄せていた。

## 人物・特色
テレビ草創期から活動しており、アニメや吹き替えに多数出演した。貫禄のある声質で、威厳ある地位の高い役や、老人役を多く担当していた。
妻の野沢によると、二人の出会いは、「ちょっと運命的じゃないか」とのこと。野沢が独身時代にある夜、稽古場で劇団仲間の一人が、「海にドライブに行かないか」と言い出し、皆で車に乗り出掛けた。雨が降っていた中、第二京浜国道を飛ばしていた時、仲間がいっせいに「あーっ!」と言い、急いで振り向いたところ、オートバイが転倒し、そのドライバーが道路を流れるように滑っていくのを目撃した。その時は「あんなすごい倒れ方じゃ、あの人絶対死んじゃってるよ」、「そうだよな、救急車なんて来ないだろうし。こういう時はどうしたらいい?」と思うほどの事故だった。数日後、野沢はNHKのテレビドラマ『浅春』のリハーサルで初めての主役だった塚田に出会った。塚田はその後1、2年経ってからNHKのプロデューサーに可愛がってもらい、その人物の紹介で、野沢が当時所属していた劇団東芸に入団。ある時、野沢が稽古場で塚田と話していたところ、例の雨の日の話が出て「もしかして第二京浜?それいつ頃のこと?」と聞いたところ、目撃した事故と時期が合っていたという。目撃談を聞き終わって「それ、俺だよ、転がっていたの」と塚田から聞き、驚いてしまったという。
宮下道央によると「とても渋い雰囲気だったが、すごく気さくな人物だった」という。
長男であり、父は建築業を営んでいた。娘がいた。

## 後任・代役
塚田の体調不良による降板及び死後の後任・代役は以下の通り。
| 後任     | 役名                 | 概要作品                                     | 後任の初担当作品                            |
| -------- | -------------------- | -------------------------------------------- | ------------------------------------------- |
| 長嶝高士 | 新野洋一             | 『忍たま乱太郎』                             | 第20期                                      |
| 山崎大輔 | 小林茶               | 『おじゃる丸』                               | 第16期                                      |
| 高岡瓶々 | 川神鉄心             | 『真剣で私に恋しなさい!』                    | テレビアニメ『真剣で私に恋しなさい!!』      |
| 高岡瓶々 | 山本元柳斎重國       | 『BLEACH』                                   | 『BLEACH Brave Souls』                      |
| 井上文彦 | エド・マーフィー     | 『リーサル・ウェポン2/炎の約束』テレビ朝日版 | WOWOW追加録音                               |
| 宗矢樹頼 | ダンスホールの指導員 | 『ウエスト・サイド物語』TBS新録版            | WOWOW追加録音                               |
| 真田五郎 | ジェームズ・ヘラー   | 『24 -TWENTY FOUR-』                         | 『24 -TWENTY FOUR- リブ・アナザー・デイ』   |
| 山野史人 | 公由喜一郎           | 『ひぐらしのなく頃に』                       | 『ひぐらしのなく頃に業』                    |
| 島田敏   | アルヴィン           | 『金色のガッシュベル!!』                     | 『金色のガッシュベル!! 永遠の絆の仲間たち』 |

## 出演

### テレビドラマ
- 浅春（1961年、NHK）
- 忠臣蔵（1961年、NHK）
- 特別機動捜査隊（NET）※多数話ゲスト出演
- 宇宙人ピピ 第38話（1965年、NHK）
- ライオン奥様劇場・男の償い（1965年、フジテレビ）
- 流氷の女（1968年、TBS）
- 東京バイパス指令（1968年 - 1970年、日本テレビ）
- 五番目の刑事　第7話「復讐のガンまん」（1969年、NET） - チンピラ1
- お祭り銀次捕物帳 第13話「御用太鼓が闇を裂く」（1972年、CX）
- 鬼平犯科帳 (松本幸四郎) 第2シリーズ（1972年、NET / 東宝）

### 映画
- ヒロシマナガサキ（2007年） - ナレーション

### 舞台
- あなた自身のためのレッスン
- 白い晴れ着
- 制服の男
- 破壊裁判

### 特撮
- ウルトラマン（TBS、1966年・1967年） - 第19話、第30話[注 3]
- 快獣ブースカ（日本テレビ、1967年） - 第10話の凸凹不動産社員、第22話の寿司屋
- バンパイヤ（フジテレビ、1969年） - 第26話
- 仮面ライダー（NET、1972年） - 第54話
- 緊急指令10-4・10-10（NET、1972年） - 第12話の飼育係
- 忍者部隊月光（フジテレビ、1964年） - 第49話の巡査

### テレビアニメ
1973年
- エースをねらえ!
- 侍ジャイアンツ
- ジャングル黒べえ
- ど根性ガエル

1975年
- タイムボカン（アリジジ）

1976年
- ほかほか家族（山野豊）

1978年
- ルパン三世 (TV第2シリーズ)（1978年 - 1980年）

1979年
- ベルサイユのばら（1979年 - 1980年）

1980年
- こぐまのミーシャ（タヌコフ）

1981年
- おはよう!スパンク
- 太陽の牙ダグラム（教官）

1982年
- 魔法のプリンセス ミンキーモモ（ジョン）

1983年
- 装甲騎兵ボトムズ（1983年 - 1984年、将校A、首脳B、高官A）
- 特装機兵ドルバック（津村博士）
- ピュア島の仲間たち
- 未来警察ウラシマン（捜査官）
- レディジョージィ（ジェラルド伯）

1984年
- 魔法の妖精ペルシャ（良三）

1985年
- 機甲界ガリアン（上官(A)）
- タッチ（式場の人）
- 魔法のスターマジカルエミ（城山先生）
- 名探偵ホームズ（ヒヴィジ 他）
- 六三四の剣（谷口）

1986年
- 愛少女ポリアンナ物語（洋服店主人）
- 三国志II 天翔ける英雄たち（武将）

1987年
- シティーハンター（父）

1988年
- エスパー魔美（細田）
- F-エフ（小泉）
- 美味しんぼ（1988年 - 1991年、大崎亨、大久津、丸羽、河西安一）
- ミスター味っ子（里山）

1990年
- 雲のように風のように
- 昆虫物語 みなしごハッチ（ツユムシ）
- 八百八町表裏 化粧師
- YAWARA!（1990年 - 1991年、審判、ラーメン屋、医師、記者A）
- ルパン三世 ヘミングウェイ・ペーパーの謎（アントニオ）

1991年
- ルパン三世 ナポレオンの辞書を奪え（イギリス代表）
- 笑ゥせぇるすまん（1991年 - 1993年、安楽一寿、霞忘作）

1992年
- クレヨンしんちゃん（1992年 - 2010年、やくざA、料金所のおじさん、オチヨの祖父、なな子の父〈大原四十郎〉〈初代〉、吉川）
- フランダースの犬 ぼくのパトラッシュ（使いの男）

1993年
- 無責任艦長タイラー（ワング）
- 勇者特急マイトガイン（前野博士）

1994年
- サッカーフィーバー（ブライアン・トンプソン）
- 忍たま乱太郎（1994年 - 2013年、新野先生〈新野洋一〉〈初代〉、多賀家内）
- 魔法陣グルグル（1994年 - 1995年、村の男2、男、村長）
- 勇者警察ジェイデッカー（1994年 - 1995年、藤堂俊助）

1996年
- 超者ライディーン（聖月老人）
- 名探偵コナン（1996年 - 2009年、老人、岩田重吉、藪内義親、奥村壮吉、青野木亮蔵、緑川洋二、神主、おじいさん、麦田秀邦）

1997年
- 剣風伝奇ベルセルク（大臣A、皇族1）
- YAT安心!宇宙旅行（老人）
- ルパン三世 ワルサーP38
- 烈火の炎（長老）

1998年
- おじゃる丸（1998年 - 2013年、小林茶〈初代〉）
- それいけ!アンパンマン（1998年 - 2000年、ネコジャラシ〈初代〉、けんちん和尚〈初代〉）
- MASTERキートン（部下A）
- LEGEND OF BASARA（長老）

1999年
- 週刊ストーリーランド（1999年 - 2001年、横山警部、村人3、課長、老刑事、老刑事、校長、宮司、中年の先生A）
- トラブルチョコレート（モッツァレラ）

2000年
- 学校の怪談（2000年 - 2001年、祖父、じいさん）
- 機巧奇傳ヒヲウ戦記（勝海舟、吉田松陰）
- 幻想魔伝 最遊記（僧正）
- タイムボカン2000 怪盗きらめきマン（ムシガスキー）
- ドラえもん（テレビ朝日版第1期）（2000年 - 2003年、ボス、おじさん）
- 陽だまりの樹（蜷屋膳右ヱ門、奉行、役人A）
- BRIGADOON まりんとメラン（中念刑事）
- ドキドキ♡伝説 魔法陣グルグル（ドキド）
- ニャニがニャンだー ニャンダーかめん（コンチキ仙人）
- 六門天外モンコレナイト（ロートル）

2001年
- グラップラー刃牙（サー）
- 旋風の用心棒（トンボのマスター）
- パラッパラッパー（支店長）
- ヒカルの碁（オーイェル）
- 魔法戦士リウイ（フォルテス）

2002年
- あたしンち（2002年 - 2007年、国語の先生、店長A、権六、店主）
- おジャ魔女どれみドッカ〜ン!（絵のおじいさん）
- キディ・グレイド（総監、職員C、委員A、議員A）
- ギャラクシーエンジェル（第3期）（ダルノー・ブラマンシュ）
- サイボーグ009 THE CYBORG SOLDIER（ハーシェル）
- デジモンフロンティア（マメモン村長）
- パタパタ飛行船の冒険（エドワード・バクストン）
- ぴたテン（御手洗家執事）
- ONE PIECE（トト）

2003年
- 明日のナージャ（カプレーティ子爵、農夫）
- GAD GUARD（屋台のオヤジ）
- 金色のガッシュベル!!（アルヴィン、カラオム、校長先生）
- 探偵学園Q（黒住小五郎）
- 人間交差点（若林啓治）
- 爆転シュート ベイブレードGレボリューション（老師タオ）
- 魔法遣いに大切なこと（福井先生）

2004年
- かいけつゾロリ（シロク）
- 学園アリス（蜜柑のじーちゃん）
- 絢爛舞踏祭 ザ・マーズ・デイブレイク（ドウズ）
- サムライチャンプルー（老棋士）
- 鋼の錬金術師（将軍 / 老将軍）
- BLEACH（山本元柳斎重國）
- 舞-HiME（ジイ）
- 無人惑星サヴァイヴ（ポルト）
- MONSTER（2004年 - 2005年、ホルス、ファロベック課長）
- 焼きたて!!ジャぱん（梓川貞尚）
- 勇午 〜交渉人〜（ハジ）

2005年
- 英國戀物語エマ（医者）
- ギャラリーフェイク（ブラン）
- 甲虫王者ムシキング 森の民の伝説（長老）

2006年
- 格闘美神 武龍 REBIRTH（王老師）
- 内閣権力犯罪強制取締官 財前丈太郎（ホテルマネージャー）
- ひぐらしのなく頃に（2006年 - 2007年、公由喜一郎〈初代〉、通行人） - 2シリーズ
- BLACK LAGOON（ワトサップ） - 2シリーズ

2007年
- 銀魂（おもひで酒の親父〈狐火の長五郎〉）
- CLAYMORE（村長）
- CODE-E（柴田）
- こどものじかん（校長先生）
- シグルイ（茂助）
- 神霊狩/GHOST HOUND（老人）
- 逮捕しちゃうぞ フルスロットル（署長）
- 東京魔人學園剣風帖 龖（如月の祖父）
- BACCANO! -バッカーノ!-（カンシチロウ・ヤグルマ）
- BLUE DRAGON 天界の七竜（村長）
- ミヨリの森（ネゴ爺）

2008年
- ゲゲゲの鬼太郎（第5作）（長老）
- テレパシー少女 蘭（竺楠）
- ネオ アンジェリーク Abyss（最長老） - 2シリーズ
- 破天荒遊戯（村長）
- 秘密 〜The Revelation〜（横井始巡査）
- ポルフィの長い旅（ガスパロ）
- Mission-E（柴田）
- メイプルストーリー（ヨハン）
- ONE OUTS -ワンナウツ-（敷寝）

2009年
- 青い文学シリーズ「人間失格」（ヒラメ）
- アラド戦記〜スラップアップパーティー〜（シャイロック）
- ゴルゴ13（ガブリエル・ロスマクドナルド）
- 地獄少女 三鼎（ホームズ）
- スティッチ!（先祖） - 2シリーズ
- 蒼天航路（長老）
- 宙のまにまに（校長）
- 鉄腕バーディー DECODE:02（ドーレ）
- マリア様がみてる 4thシーズン（瞳子の祖父）
- 夢色パティシエール（2009年 - 2010年、理事長） - 2シリーズ

2010年
- 裏切りは僕の名前を知っている（降織伽藍）
- ご姉弟物語（電気店店主）
- 屍鬼（村迫宗秀）
- 戦う司書 The Book of Bantorra（店主A）
- 伝説の勇者の伝説
- ドラえもん（テレビ朝日版第2期）（博士犬）

2011年
- デッドマン・ワンダーランド（和尚）
- テレビまんが 昭和物語（田代吾郎）

### 劇場アニメ
1982年
- 伝説巨神イデオン 劇場版 接触篇（フォルモッサ博士）

1983年
- ドキュメント 太陽の牙ダグラム（ナイト）

1988年
- 機動戦士ガンダム 逆襲のシャア（ランチ・キャプテン）

1992年
- 走れメロス（ミルタス）

2002年
- 夢かける高原 清里の父 ポール・ラッシュ（ライフスナイダー主教）

2004年
- NITABOH 仁太坊-津軽三味線始祖外聞

2005年
- 劇場版 金色のガッシュベル!! メカバルカンの来襲（校長先生）

2006年
- 劇場版BLEACH MEMORIES OF NOBODY（山本元柳斎重國）

2007年
- 劇場版BLEACH The DiamondDust Rebellion もう一つの氷輪丸（山本元柳斎重國）
- ジョジョの奇妙な冒険 ファントムブラッド（使用人）
- ONE PIECE エピソードオブアラバスタ 砂漠の王女と海賊たち（トト）

2008年
- 劇場版BLEACH Fade to Black 君の名を呼ぶ（山本元柳斎重國）

2009年
- マイマイ新子と千年の魔法（清原元輔）

2010年
- 劇場版BLEACH 地獄篇（山本元柳斎重國）

2011年
- 鬼神伝（海神）
- 手塚治虫のブッダ -赤い砂漠よ!美しく-
- テレビまんが 昭和物語 劇場版（田代吾郎）

### OVA
1988年
- エースをねらえ!2（西高校長）
- 装甲騎兵ボトムズ レッドショルダードキュメント 野望のルーツ（ラーキンソン）

1989年
- クラッシャージョウ 氷結監獄の罠（バーニィ）
- 独身アパートどくだみ荘

1993年
- ブラック・ジャック（長官）

1995年
- 無責任艦長タイラー（ワング）

1996年
- ファイアーエムブレム 紋章の謎（モスティン）

1997年
- ヴァンパイアハンター（大哲人）
- フォトン（マージン・アクア）
- 竜機伝承（神父）

1999年
- ときめきメモリアル（先生）

2002年
- Happy World!（瓦島しげ夫）

2003年
- 機動新撰組 萌えよ剣（岩黒原三）

2007年
- 最遊記RELOAD -burial-（僧正）
- 装甲騎兵ボトムズ ペールゼン・ファイルズ（ラーキンソン）

2008年
- BLEACH カラブリ! 護廷十三屋台大作戦!（山本元柳斎重國）

### Webアニメ
- いくぜっ! 源さん（2008年、田村源八朗）

### ゲーム
1996年
- 月下の棋士 〜王竜戦〜（御神三吉）

1997年
- クリティカルブロウ（メルコール）
- ラグナキュール（センクウ）

1998年
- エクサレギウス（ゲッチ）
- ファーランドサーガ（アヴィ）
- 立体忍者活劇 天誅（越後屋）
- ロストチルドレン（ペラード、イルヴィン）

1999年
- 猫侍（墨壷）
- 立体忍者活劇 天誅 忍凱旋（越後屋、備前屋）
- 立体忍者活劇 天誅 忍百選（越後屋）

2000年
- サンライズ英雄譚R（ドレイク・ルフト）
- ブレイブサーガ2（藤堂俊助）
- 立体忍者活劇 天誅 弐（東紫雲斎）

2001年
- サンライズ英雄譚2（ドレイク・ルフト）
- ジャック×ダクスター 旧世界の遺産（ゴル）

2002年
- GALAXY ANGEL（ダルノー・ブラマンシュ）

2003年
- ELYSION 〜永遠のサンクチュアリ〜（フランツ）
- ルパン三世 海に消えた秘宝（船長）

2004年
- 金色のガッシュベル!! 激闘!最強の魔物達（アルヴィン）
- 007 エブリシング オア ナッシング（Q） - PlayStation 2版、ニンテンドー ゲームキューブ版
- 探偵 神宮寺三郎 KIND OF BLUE（熊野参造）

2005年
- スター・ウォーズ エピソード3/シスの復讐（パルパティーン最高議長 / ダース・シディアス、ベン・ケノービ）
- BLEACH（山本元柳斎重國）
  - GC 黄昏にまみえる死神
  - ヒート・ザ・ソウル2

2006年
- クレヨンしんちゃん 最強家族カスカベキング うぃ〜（ななこの父）
- BLEACH（山本元柳斎重國）
  - DS 蒼天を駆ける運命
  - 放たれし野望
  - ヒート・ザ・ソウル3

2007年
- ひぐらしのなく頃に祭（公由喜一郎）
- BLEACH（山本元柳斎重國）
  - DS 2nd 黒衣ひらめく鎮魂歌
  - ヒート・ザ・ソウル4

2008年
- アユマユ オルタネイティヴ（闇刻洞蛇柳斎）
- BLEACH（山本元柳斎重國）
  - The 3rd Phantom
  - ソウル・カーニバル
  - バーサス・クルセイド
  - ヒート・ザ・ソウル5

2009年
- BLEACH（山本元柳斎重國）
  - ソウル・カーニバル2
  - ヒート・ザ・ソウル6

2010年
- ALAN WAKE（トール・アンダーソン）
- ドラゴンネスト（ハロルド）
- BLEACH 〜ヒート・ザ・ソウル7〜（山本元柳斎重國）

2011年
- ガチトラ! 〜暴れん坊教師 in High School〜（横手清）
- Crysis 2（ジェイコブ・ハーグリーブ）

2012年
- 真剣で私に恋しなさい!!R（川神鉄心）

2015年
- ひぐらしのなく頃に粋（公由喜一郎） - ライブラリ出演
- BLEACH Brave Souls（山本元柳斎重國〈初代〉） - ライブラリ出演

### ドラマCD
- アルスラーン戦記【第2部】3 妖雲群行（ムンズィル、ケルマイン）
- いつか天魔の黒ウサギ2 〜<<月>>が昇る昼休み〜（神父）
- Weiß kreuz Glühen Fight Fire With Fire（ハクスリィ）
- これはゾンビですか?（老人）
- 彩雲国物語（宋太傅）
- CDシアター ドラゴンクエストVI（マサール）
- 絢爛舞踏祭 オリジナルドラマCD（ジョージ・タフト）
- 少年花嫁（和泉恭太郎）
- 真剣で私に恋しなさい!（川神鉄心）
- 創竜伝（蜂屋秋郎）
- ドラゴンネスト ドラマCD「プレリュード〜運命の目覚め〜」（ハロルド）
- 鋼の錬金術師「霧のオグターレ」前編（宿の主人）※少年ガンガン2004年4月号付録
- ひぐらしのなく頃に（公由喜一郎）
- ぼくたちと駐在さんの700日戦争 Part.2（本屋）
- 勇者警察ジェイデッカー CDミステリー劇場 「謎の招待状〜今、真実が明かされる時〜」（藤堂俊助）
- 夜ごと蜜は滴りて（内藤）

### 吹き替え

#### 担当俳優
シーモア・カッセル
- あなたに降る夢（ジャック・グロス）
- ハネムーン・イン・ベガス（トニー）
- ブラック&ホワイト（サル）

スティーヴ・ケイハン
- 暗殺者（アラン・ブランチ）※テレビ朝日版
- 陰謀のセオリー（ウィルソン）※テレビ朝日版
- デモリションマン（ヒーリー警部）※テレビ朝日版
- リーサル・ウェポン2/炎の約束（エド・マーフィ警部）※テレビ朝日版
- リーサル・ウェポン3（エド・マーフィ警部）※テレビ朝日版
- リーサル・ウェポン4（エド・マーフィ警部）※テレビ朝日・ソフト版

ドナルド・モファット
- 今そこにある危機（ベネット大統領）※ソフト版
- クッキー・フォーチュン（ジャック・パーマー）
- ライトスタッフ（ジョンソン副大統領）

トレイシー・ウォルター
- ウルトラマンパワード（警備員）
- 黄昏のチャイナタウン（タイロン・オトレー）
- 羊たちの沈黙（ラマー）※VHS版

ドン・レイク
- キャノンボール3 新しき挑戦者たち（ホイットマン）※VHS版
- ショート・サーキット2 がんばれ!ジョニー5（マイク）※VHS版
- ターミネーター2（モスバーグ刑事）※ソフト版1

#### 映画
- 愛が微笑む時（チャールズ・ポリト、ミッチェル）
- アウト・フォー・ジャスティス（ドン・ヴィットリオ）※ソフト版
- アウトロー・ポリス/傷だらけのバッジ（リフェイブ）
- 赤い殺意（フィリップ・ノリス）
- 赤ちゃんに乾杯!
- 悪魔の墓場（検視官）
- アストロ・コップ（総督）
- アデル/ファラオと復活の秘薬（メナール教授〈フィリップ・ナオン〉）
- アベンジャーズ（トラブショー〈ジョン・ウッド〉）
- アマロ神父の罪（ドン・パコ）
- あやしい奴ら!（精神科医〈アンディ・ロマーノ〉、判事）
- アラクニア（モーゼズ・コッブ）
- 嵐が丘（トーマス・アーンショー）
- アラン・スミシー・フィルム（ロバート・シャピロ）
- アンダーカバー・ブルース/子連れで銃撃戦!?
- 遺産相続は命がけ!?（ダグラス〈ジョナサン・リン〉）
- いとこのビニー（ファーリー保安官〈ブルース・マッギル〉）
- イナゴの日（ネッド・グロート）
- イベント・ホライゾン（ジョン・キルバック船長）
- イヤー・オブ・ザ・ドラゴン（アラン・ペレス〈ジャック・ケーラー〉）
- インディ・ジョーンズ/最後の聖戦（パナマ・ハット〈ポール・マクスウェル〉、執事〈ヴァーノン・ドブチェフ〉）※フジテレビ版
- インデペンデンス・デイ（フレッド・バーンズ）※テレビ朝日版
- 陰謀のターゲット（ジョン・コートランド〈ケヴィン・タイ〉）
- ウィッカーマン（海上飛行機のパイロット）
- ヴィドック（アーネスト・ラフィット）
- ウエスタン（酒場の主人〈ライオネル・スタンダー〉）※ソフト版
- ウエスト・サイド物語（ダンスホールの指導員〈ジョン・アスティン〉）※TBS新録版
- ウォーク・ザ・ライン/君につづく道（エズラ・カーター）
- ウォーターワールド（グレゴール〈マイケル・ジェッター〉）※ソフト版
- ウォール街（クロムウェル〈リチャード・ダイサート〉、ドミニク、トレーダーオフィスの社員〈オリバー・ストーン〉）※フジテレビ版
- うっかり博士の大発明 フラバァ（シンガー空軍将軍）
- ウルトラ I LOVE YOU!（メアリーの父〈ハワード・ヘスマン〉）
- 麗しのサブリナ（フォンテネル男爵〈マルセル・ダリオ〉）※ソフト版
- エア★アメリカ（ニーノ）※ソフト版
- エアポート'98（オークリー）
- エイリアン2（リューエン〈ポール・マクスウェル〉）※DVD・VHS版
- エネミー・オブ・アメリカ（サム・アルバート議員〈スチュアート・ウィルソン〉）※ソフト版
- F/X2 イリュージョンの逆転（判事、ハル、鑑定家）※VHS版
- エリア51（マーク・シューマッハ博士）
- L.A.コンフィデンシャル（法医学者）※ソフト版
- エントラップメント（エング・サン警部）※ソフト版
- オーバー・ザ・トップ ※TBS版
- オールウェイズ（デイヴ〈ロバーツ・ブロッサム〉）※DVD・VHS版
- オール・ザット・ジャズ（ショシュア・ペン〈マックス・ライト〉）※テレビ朝日版
- 黄金作戦 追いつ追われつ（ペンバートン弁護士〈セシル・ケラウェイ〉、ジョー・ターナー）
- おかしな関係（ガルシア・ヴェガ大佐）
- オスカー（キーオ）
- 男たちの挽歌 II（サム、チン）※ソフト版
- オプ・センター（ボローダ〈ロッド・スタイガー〉）※VHS版
- オリエント急行殺人事件 死の片道切符（ヴォルフガング・ブーク）
- 俺は飛ばし屋/プロゴルファー・ギル（ヴァーン・ランドクイスト）
- オンリー・ユー（マルチェロ）
- カイロの紫のバラ（ラリー・ワイルド〈ヴァン・ジョンソン〉）
- 過失（ローランド・カーティス）
- カスケーダー（フクス）
- 火星人ゴーホーム!（エルギンズ〈ブルース・フレンチ〉）
- 風と共に去りぬ（伍長〈アーヴィング・ベーコン〉）※日本テレビ新録版
- 哀しみは空の彼方に（モーリー）
- がんばれ!ベンチウォーマーズ（マーティ、校長先生）
- 奇跡の旅（牧師）
- キャプテン・ブーリーの大冒険（ウィリアムソン牧師）
- 恐竜の島（ベンソン）
- ギルダ（ピア）※ソフト版
- キンキーブーツ（ジョージ）
- クールマネー（ドク・ディアブロ）
- クール・ランニング（カート・ヘンフィル〈レイモンド・J・バリー〉）※ソフト版
- クッキー・フォーチュン（テオ・ジョンソン〈ルーファス・トーマス〉）
- グッド・ガール バッド・ガール（コスロウスキー司教補佐〈マイケル・カルバー〉、ジョージ・クライスラー）
- 暗い日曜日（イシュトヴァン）
- グラン・トリノ（弁護士、アル、メル）
- クリープゾーン マインド・コントロール（局長〈ジョン・ネヴィル〉）
- グリーン・デスティニー（ユィ長官〈リー・ファーツォン〉）※ソフト版
- クリス・ファーレイはトミーボーイ（フランク・リッテンハウアー）
- クルーシブル（サミュエル・シーウォール判事〈ジョージ・ゲインズ〉、フランシス・ナース）
- グローリー・ロード（ウェイド・リチャードソン）
- クローン・デイ/J-2.0（ボッシュ〈ジョン・ネヴィル〉）
- クロコダイル・ダンディー2（ホセ〈ルイス・ガスマン〉、フェリペ）※フジテレビ版
- K-9/友情に輝く星（バイヤーズ〈ジェームズ・ハンディ〉）※ソフト版
- 激走!5000キロ（アンディ・マカリスター）※TBS版
- GO!GO!ガジェット（アルテムス・ブラッドフォード〈ルネ・オーベルジョノワ〉）
- ゴースト・オブ・ミシシッピー
- ゴースト・ハウス（コルビー・プライス〈ウィリアム・B・デイヴィス〉）
- ゴーストバスターズ（大司教〈トム・マクダーモット〉）※フジテレビ版、（看守〈レジナルド・ヴェルジョンソン〉）※テレビ朝日版
- ゴーストバスターズ2（スティーヴン・ウェクスラー裁判長〈ハリス・ユーリン〉、警視総監〈フィリップ・ベイカー・ホール〉）※テレビ朝日版
- コードネームはファルコン
- 恋する遺伝子（クライン医師、ヒュー・ダウンズ、中国人店主）※配信版
- 広州殺人事件（ション・クワン提督〈クー・フェン〉）
- 心の指紋（ブラッドフォード医師、ヴォーゲル）
- 心の旅（ジョージ）※ソフト版
- コットンクラブ（アーヴィング・スターク〈トム・ウェイツ〉）※TBS版
- コントラクト（パブロ・テベネ〈ポール・ナッシー〉）
- サイバーロボ（将軍）
- ザ・キープ（トメスク〈ロイストン・ティクナー〉）
- ザ・ビースト/巨大イカの逆襲（ジェームソン）
- ザ・ファーム 法律事務所（ロイス・マクナイト〈ジェリー・ハーディン〉、ジョーイ・モロルト〈ジョー・ヴィテレリ〉）※ソフト版
- ザ・フライ2 二世誕生（ステイシス・ボランズ〈ジョン・ゲッツ〉）※ソフト版
- ザ・プレイヤー（ディック・メロン〈シドニー・ポラック〉）※ソフト版
- さまよえる魂 NIGHT WORLD（ジョージ・ギファード）
- ザ・ロック（アル・クレイマー大将〈スチュアート・ウィルソン〉）※ソフト版
- 3人のゴースト（ジョン・ハウスマン）
- G.I.ジェーン（海軍将官）※フジテレビ版
- シークレット・パラダイス（カミーユ・ピサロ〈アラン・アームストロング〉）
- ジーザス（シモン、シラス）
- ジェシカおばさんの事件簿/遺言に隠された謎（エイモン・バーン）
- 地獄のモーテル（オーウェンズ）
- 地獄の黙示録（ジェリー）※テレビ東京版
- 地獄曼陀羅 アシュラ（警察長官）
- シティ・スリッカーズ2/黄金伝説を追え（クレイ・ストーン〈ノーブル・ウィリンガム〉）
- 死の氷壁（ロマックス）
- ジム・ヘンソンのウィッチズ/大魔女をやっつけろ!（エリカの父）
- ジャッカルの日（ヴァルミ連絡員）※テレビ東京版
- シャドー（ウー、バーガー〈マックス・ライト〉）
- 上海ブルース（金持ち爺さん〈ファン・ジン・マン〉）
- 十二夜（フェステ〈ベン・キングズレー〉）
- ジョーズ（検視官）※TBS版
- ジョー・ブラックをよろしく（エディ・スローン）
- 白と黒のナイフ（オースティン・ロフトン）
- スーパーマン（パイロット、エアフォース・ワンの副操縦士）※テレビ朝日旧録版
- スーパーマンIV/最強の敵（ロモフ将軍）
- スカーレット&ブラック（アルフレッド・ウエスト）
- スカウト（ロン・ウィルソン〈レイン・スミス〉）
- スター・ウォーズ エピソード6/ジェダイの帰還（ティアン・ジャージャロッド総督〈マイケル・ペニントン〉）※日本テレビ版
- スタークリスタル（警察署長）
- スターダスト・メモリー（エド・リッチ）
- スタンド・バイ・ミー（雑貨屋の主人〈ブルース・カービー〉）※フジテレビ版
- スチュアート・リトル（スペンサーおじいさん〈ハロルド・グールド〉）※ソフト版
- ステート・オブ・グレース（ラファティ）※VHS版
- スティーヴン・キング/痩せゆく男（ケアリー・ロッシントン判事）
- スティグマータ 聖痕（ジアーニ神父）
- ストーリー・オブ・ラブ（シーグラー医師）
- ストーリーブック 屋根裏の魔法使い（イルーザー〈ミルトン・バール〉）
- スピーシーズ 種の起源（パークベイ病院の医師）※ソフト版
- スペースキャット（ヘッフェル〈ハンス・コンリード〉）
- すべてはその朝始まった（エリオット・ファース〈トム・コンティ〉）
- 300 〈スリーハンドレッド〉
- スリープウォーカーズ（ジェニングス警部補〈マーク・ハミル〉）
- スリーメン&ベビー（刑事）※フジテレビ版
- 聖なる嘘つき（ハードロフ）
- セイント（ユーリ〈マイケル・バーン〉）※ソフト版
- 戦場にかける橋（グリーン大佐〈アンドレ・モレル〉）※ソフト版
- 潜水艦X-1号（ドイツ将校〈ハンス・デヴリーズ〉）
- 続・ある愛の詩（ジョン・シア）
- 続・激突!/カージャック（アルヴィン・T・ノッカー）※スター・チャンネル版
- 続ラブ・バッグ（チキンレースのアナウンサー）
- そして、私たちは愛に帰る（アリ）
- ソルジャー・ゴールド（ヴィック・デイヴィス）※VHS版
- ゾンヴァイア/死霊大血戦（ジェフ〈ハンク・ストーン〉）
- ゾンビコップ（霊園警備員〈ディック・ミラー〉）
- ターミネーター（シルバーマン〈アール・ボーエン〉）※VHS版
- ダイナー（バーゲル）
- ダイブ/深海からの帰還（アクセルセン）
- タイムコップ（サリー）※テレビ朝日版
- タイムリミット（フリーランド医師、消防署長）※機内上映版
- ダイヤルM（ボビー・ハリントン）※ソフト版
- 太陽の雫（エマヌエル・ゾネンシャイン）
- ダ・ヴィンチ・コード（バチカン長官）※フジテレビ版
- Touch タッチ（ドナヒュー神父〈アンソニー・ザーブ〉）
- 旅する女/シャーリー・バレンタイン（ドゥーギー）
- 007シリーズ
  - 007 私を愛したスパイ（マーコビッツ教授、ストロンバーグの部下）※TBS新録版
  - 007 オクトパシー（レンキン）※TBS版
  - 007 リビング・デイライツ（ゴーゴル将軍〈ウォルター・ゴテル〉、フレデリック・グレイ国防大臣）※テレビ朝日版
  - 007/消されたライセンス（船長）※ANA機内上映版
  - 007 ワールド・イズ・ノット・イナフ（R〈ジョン・クリーズ〉）※テレビ朝日版
  - 007 ダイ・アナザー・デイ（Q〈ジョン・クリーズ〉[30]）※テレビ朝日版
- ダブル・ビジョン（ション博士〈ラン・シャン〉）
- タワーリング・インフェルノ（消防署長〈ダブニー・コールマン〉）※日本テレビ版、（ウィル・ギディングズ）※TBS版
- 弾痕の掟/あるテロリストの死（ジュリアン・ランファン）
- 小さな贈りもの（田舎の職人）
- チェーン・リアクション（アリステア・バークレー博士、上院議員〈ディック・キューザック〉）※ソフト版
- チェリー2000（スナッピー・トム〈ハリー・ケリー・ジュニア〉）
- 地球が燃えつきる日（ロスマン〈ブルース・デイヴィソン〉）
- ちびっこギャング（ウェリング〈メル・ブルックス〉）
- チャイニーズ・ゴースト・ストーリー2（チュン・ティンジウ〈ラウ・シウミン〉）※テレビ東京版
- チャック・ノリスの 地獄のヒーロー2（クライヴ・エマーソン）
- チャンピオン 明日へのタイトルマッチ（レナード）
- チンパンジー・ジェニー（ウォルター）
- 追跡者（727パイロット、アール）※テレビ朝日版
- 月の輝く夜に（コンティ）※ANA機内上映版
- 月夜の願い（チャー）
- デーモン・ナイト（ウィリー叔父さん〈ディック・ミラー〉）
- D-TOX（マッケンジー〈ロバート・プロスキー〉）※ソフト版
- ディケンズのニコラス・ニクルビー（ニューマン・ノッグズ〈トム・コートネイ〉）
- デイライト（ロジャー・トリリング）※ソフト版
- デッドロック（ヒッキー判事）
- デリンジャー（ジョニーの父）※テレビ東京版
- デルタ・フォース（ジャファー）
- トール・テイル/パラダイス・ヴァレーの奇跡（老人〈バージェス・メレディス〉）
- トゥームレイダー（ウィルソン〈レスリー・フィリップス〉）※フジテレビ版
- トゥルー・クライム（ルーサー・プランキット〈バーナード・ヒル〉）※日本テレビ版
- 10日間で男を上手にフル方法（ジャック・バリー）
- ドクター（ラルフ〈J・E・フリーマン〉、リチャーズ）
- ドク・ハリウッド（オーブリー・ドレイパー）※ソフト版
- どつかれてアンダルシア (仮)
- トップ・シークレット（アルバート・ポテト、神父、ユーゲン、クランプラー少佐）
- トム・ソーヤーの大冒険（ドク・ロビンソン〈ウィリアム・ニューマン〉）※NHK-BS2版
- ドラキュリアン（ヴァン・ヘルシング）
- ドラグネット 正義一直線（ピーター・パーヴィン市長、警察官）※機内上映版
- ドラゴン・タトゥーの女（ハラルド・ヴァンゲル）
- ドリームキーパー（族長）
- 永遠のワルツ/白い犬とワルツを（ニール・ルイス）
- どんな時も（メトカーフ校長〈ローレンス・プレスマン〉）
- ナイトホークス（デザイナー〈ジェイミー・ギリス〉）※テレビ朝日版
- 名もなきアフリカの地で（ヴァルターの父、ルーベンス会長）
- ニューヨークの恋人 ※日本テレビ版
- 眠れない夜はあなたと（マイク・クラッツ〈チャールズ・マーティン・スミス〉）
- ノー・エスケイプ（キリアン）※ソフト版
- ノーマ・ジーンとマリリン（ダリル・F・ザナック〈ジョン・ルービンスタイン〉）
- ノーマンズ・ランド（ヒース）※テレビ朝日版
- バーチャル・ウォーズ3（アルバート）
- ハードジャッカー/標高10,000フィートの死闘!（モーレー）※VHS版
- ハード・ボイルド 新・男たちの挽歌（ウー〈ジョン・ウー〉）※ソフト版
- バートン・フィンク（ドイチェ刑事）※VHS版
- パーフェクト ストーム（クエンティン）
- パーフェクト・ワールド ※テレビ東京版
- ハイ・クライムズ（ファレル大佐〈ジュード・チコレッラ〉）※ソフト版
- 背信の日々（ボビー・フリン〈ジェフリー・デマン〉）
- ハウスシッター/結婚願望（トラヴィス）
- バグジー（ヴィト・ジェノヴェーゼ）
- 裸の銃を持つ男（テッド・オルセン）※TBS版
- 裸の銃を持つ男PART2 1/2（テッド・オルセン、アーサー・ダンウェル）※ソフト版
- 裸の銃を持つ男 PART33 1/3 最後の侮辱（テッド・オルセン、パプシュミア〈レイ・バーク〉）※ソフト版
- 初体験/リッジモント・ハイ（スチュ・ネイハン、ミラー医師〈マーティン・ブレスト〉）
- バッド・ガールズ（アグアドルセの銀行支店長、ルーリー弁護士）※ソフト版
- ハネムーン・イン・ベガス（マヒ・マヒ〈パット・モリタ〉）
- ハバナ（マイク〈リチャード・ポートナウ〉）
- ハムナプトラ3 呪われた皇帝の秘宝（ジェームソン〈ジェームズ・ブラッドフォード〉）
- バラ色の選択（ヒンメルマン〈ウド・キア〉、ジョシュ・ベイリー）
- パラダイスの天使たち（ヴィック・マズッチ）
- ハリーとヘンダスン一家（キム・リー）※ソフト版
- 張り込みプラス（ブライアン・オハラ〈デニス・ファリーナ〉）※ソフト版
- 遥かなる子熊の森（おしゃべり鷲のサム）
- ハロウィン5 ブギーマン逆襲（司会者）※VHS版
- 晩秋（エスリッジ医師）※VHS版
- バンデットQ（ルシアン）
- ビッグ（ジョシュの父）※ソフト版
- ビッグムービー（ハル〈バリー・ニューマン〉）
- 羊たちの沈没（レンジャー〈ジョン・アスティン〉）
- 羊たちの沈黙（ポール・クレンドラー）※VHS版
- ヒットマン（コルマロフ）
- ヒマラヤ杉に降る雪（カール・ハイネ・シニア〈ダニエル・フォン・バーゲン〉）
- ビリー・バスゲイト（ハインズ）
- ビルとテッドの地獄旅行（ローガン警部）※テレビ東京版
- ピンク・パンサー3（ショーク）
- ビンゴ!（被告側弁護士）
- ヒンデンブルグ（エドワード・ダグラス〈ギグ・ヤング〉）※TBS版
- ブーメラン（ロイド）※ソフト版
- ファイティング×ガール（レイ・マーシュ）
- ファイナル・オプション（ピックレー）※テレビ朝日版
- ファンハウス/惨劇の館（エイミーの父）
- フィクサー（マーティ・バック〈シドニー・ポラック〉）
- 不機嫌な赤いバラ（ジミー、チャールズ・アイヴィー〈デイル・ダイ〉）
- 不眠症 オリジナル版 インソムニア（署長）
- フライド・グリーン・トマト（カーティス・スムート保安官〈レイノール・シェイン〉）
- PLANET OF THE APES/猿の惑星（サンダー〈デビッド・ワーナー〉）※機内上映版
- Bridget ブリジット（ラビ）
- フリッパー（トミー）
- プリティ・リーグ（アーニー・キャパディーノ〈ジョン・ロヴィッツ〉）※ソフト版
- フリントストーン2/ビバ・ロック・ベガス（スラッグフープル大佐〈ハーヴェイ・コーマン〉）
- ブルーノ
- ブルドッグ（オコナー将軍〈リチャード・ハリスン〉）
- プレシディオの男たち（警部補）※ソフト版
- ブレックファースト・オブ・チャンピオンズ（フレット・T・バリー〈バック・ヘンリー〉）
- ブロス/やつらはときどき帰ってくる（年老いたニール）※テレビ東京版
- プロポーズ（ジェームズ・シャノン〈ピーター・ユスティノフ〉）※ソフト版
- ベートーベン（弾薬会社の業者〈リチャード・ポートナウ〉）※ソフト版
- ベートーベン5（ジョン・ジャイルズ）
- ベイビー・トーク3/ワンダフルファミリー（アルバート〈ジョージ・シーガル〉）※ソフト版
- ベスト・キッド2（イチロウ）※フジテレビ版
- ヘブンズ・ゲート（グレゴール院長）
- 暴走特急（ベイツ提督〈アンディ・ロマーノ〉）※ソフト版
- ボクサー（ビリー・パターソン）
- ぼくはゴーディ（ジェイク）
- ポストマン（ラリー〈トム・バウアー〉）※ソフト版
- ホット・ファズ -俺たちスーパーポリスメン!-（フィリップ・シューター牧師〈ポール・フリーマン〉、アーサー・ウェブリー〈デイビッド・ブラッドリー〉）
- ホログラムマン（ハンプトン知事〈アレックス・コード〉、警察局長）
- ホワイトファング2/伝説の白い牙（ヒース〈ジェフリー・ルイス〉）※ソフト版
- マイホーム・コマンドー（ハシナ大統領）
- マウス・オブ・マッドネス（ウレン博士〈デビッド・ワーナー〉）
- マキシマム・リスク ※テレビ朝日版
- マドレーヌ（コヴィントン卿〈ナイジェル・ホーソーン〉）
- マネー・トレーダー 銀行崩壊（ピーター・ベアリング会長）
- マリア（ヘロデ王）
- マルキ（マンダリン）
- マンボ・キングス/わが心のマリア（パブロ、フランキー・スアレス、カルロ・リッチ）
- ミクロの決死圏（ドナルド・リード大佐〈アーサー・オコンネル〉）※テレビ朝日新録版
- ミシシッピー・バーニング（オビー・ウォーカー、床屋）※ソフト版
- ミッション:インポッシブル（フランク・バーンズ〈デイル・ダイ〉）※ソフト版
- ミッドナイト・ラン（ジェリー・ガイスラー）※VHS版
- ミュータント・ニンジャ・タートルズ2（スターンズ署長〈レイモンド・セラー〉）※ソフト版
- ミュート・ウィットネス/殺しの撮影現場（ラヴェット）
- ミリオネア（ジャンニ・グラッソ〈ロバート・ミアノ〉）
- 無防備都市（フランチェスコ）※テレビ朝日版
- メガロ/人質奪還指令（グレイ大使）
- めぐり逢い（ハーブ・スティルマン〈ポール・マザースキー〉）
- めぐり逢えたら（クリフ・リード）※ソフト版
- メタル・ブルー（指揮官）
- モーリス（シムコックス）※テレビ東京版
- もういちど（牧師）
- モブスターズ/青春の群像（ソニー・カターニア〈フランク・コリソン〉）
- モンテ・クリスト伯（モレール）
- やかまし村の子どもたち（パパ）※ソフト版
- やかまし村の春・夏・秋・冬（パパ）
- 野獣捜査線（プラウラー研究チームの代表〈ジョン・マホーニー〉）
- ユー・ガット・メール（スカイラー・フォックス〈ジョン・ランドルフ〉）※ソフト版
- U-571 ※テレビ朝日新録版
- ユニバーサル・ソルジャー（ウッドワード博士〈レオン・リッピー〉、ジョン・デュヴロー〈ランス・ハワード〉）※ソフト版
- ユニバーサル・ソルジャー/ザ・リターン（ラドフォード将軍〈ダニエル・フォン・バーゲン〉）
- 夢の降る街（ルイス〈ルイス・アヴァロス〉）
- 四つの願い（マーフィ神父）
- 鎧なき騎士（スタンフィールド）※テレビ東京版
- ラスト・ボーイスカウト（マッコスキー刑事）※ソフト版
- ラストマン・スタンディング（エド・ガルト保安官〈ブルース・ダーン〉）※ソフト版
- ランド・オブ・ザ・デッド（カウフマン〈デニス・ホッパー〉）
- リアル・ブラッド（テリー）
- ルートヴィヒ（ハンス・フォン・ビューロー、王国参議テリング、舞台俳優、兵士）
- ルディ/夢はレースで1等賞!（カート教授）
- レジェンド・オブ・ヒーロー/ロブ・ロイ（コル）
- Let'sチェックイン!（ヴィクター・ドゥブラウ）
- レッド・コーナー 北京のふたり（リー・チェン〈ツィ・マー〉）
- レッド・スコルピオン2（ベンジャミン〈ダンカン・フレイザー〉）
- レッド・ドラゴン/新・怒りの鉄拳（チン）※ソフト版
- レッドブル（バーニー）※テレビ朝日版
- ローデッド・ウェポン1（ハロルド・リーチャー博士〈F・マーリー・エイブラハム〉）※標準語版
- ロシア・ハウス
- ロボコップ（エミール・アントノウスキー〈ポール・マクレーン〉）※VHS版
- ロボコップ3（ザック〈スタンリー・アンダーソン〉）※テレビ東京版
- ロミオ・マスト・ダイ（チュー・シン〈ヘンリー・オー〉）※ソフト版
- ワーキング・ガール（アームブリスター）※ソフト版
- わが心のボルチモア（ネイサン・クリチンスキー）
- 私がウォシャウスキー（ホートン・グレーフォーク）
- 罠にかかったパパとママ（イーグルウッド隊長）
- ワルキューレ（エルヴィン・フォン・ヴィッツレーベン元帥）
- 101（アロンゾ〈ティム・マッキナリー〉）※ソフト版
- 102（アロンゾ〈ティム・マッキナリー〉）
- ワンダー・ボーイズ（エミリーの父〈フィリップ・ボスコ〉、トリドリー）

#### ドラマ
- アウター・リミッツ（エスラ・クルグ）
- 悪魔の異形 #5（A・J・パワーズ）、#12（カミングス医師）
- アウトバーンコップ（ブリュセラー知事）
- アガサ・クリスティー ミス・マープル 書斎の死体（ヘイドック医師）
- アメリカン・ヒーロー #9（ジェンソン軍曹）
- ER緊急救命室
  - シーズン5 #6（クローナー〈シド・ニューマン〉）
  - シーズン7 #22（ジェフリー〈J・E・フリーマン〉）
- インディ・ジョーンズ/若き日の大冒険
- ウェイバリー通りのウィザードたち（クラムス魔法学校校長〈イアン・アバークロンビー〉）
- 宇宙船レッド・ドワーフ号（アルベルト・アインシュタイン〈マーティン・フレンド〉）
- ウルトラマンパワード（太陽の民、採掘会社社員）
- うわさの刑事 テキーラとボネッティ（ジェイク・リー〈W・K・ストラットン〉）
- 堕ちた弁護士 -ニック・フォーリン-（バートン・フォーリン〈ダブニー・コールマン〉）
- 華麗なるペテン師たち3（ハロルド）
- 恐竜家族
- ギルモア・ガールズ（ノーマン・メイラー）
- クリミナル・マインド6 FBI行動分析課（ジミー・メルカド）
- グレイズ・アナトミー6（アーヴィング・ウォーラー〈ラルフ・ウェイト〉）
- 警察署長（グレディ・バッツ）
- 刑事コロンボ 別れのワイン（エイドリアン・カッシーニ〈ドナルド・プレザンス〉）※完全版追加収録部分
- 刑事ナッシュ・ブリッジス シーズン2 #22（トニー〈チャールズ・マーティネー〉）
- コールドケース6（老ジョン・ノーウッド〈ミューズ・ワトソン〉）
- コールドケース7 ザ・ファイナル（アル）
- こちらブルームーン探偵社 シーズン3 #7（神父）
- ザ・ソプラノズ 哀愁のマフィア（コラード・ジュニア・ソプラノ〈ドミニク・キアネーゼ〉）※TV版
- ザ・ハンガー シーズン1 #4（リー）
- ザ・ロストワールド（アーサー・サマリー教授）
- 三国志演義（糜竺、薛綜）※NHK-BS2版
- シークエスト シーズン2（カーニー〈ルイス・アークエット〉）
- ジェリコ 閉ざされた街（ジョンストン〈ジェラルド・マクレイニー〉）
- シャーロック・ホームズの冒険
  - 青い紅玉（ジョン・ホーナー）
  - 最後の事件（大臣）※追加収録部分
  - バスカビル家の犬（フランクランド）※追加収録部分
  - 瀕死の探偵（チャールズ・ダマント）
- 小公女（カーマイケル氏）
- 私立探偵マグナム シーズン2 #21（バート・リンゼイ、カイオ刑事）
- 新アウターリミッツ（Dr.オキーフ〈ウォルター・マーシュ〉）
- 新・ヒッチコック劇場
  - パイロット版（ベルボーイ）
  - シーズン1 #21（日本人の庭師）
- ソドムとゴモラ（エリエゼル〈ゴットフリード・ジョン〉）
- 第一容疑者4 消えた幼児（バーナム主任警部）
- 第一容疑者8 姿なき犯人（ジョージ・ギブリン議員）
- 地上最強の美女たち!チャーリーズ・エンジェル シーズン3 #17・18（ヴィンセンティ・ドネテリ〈ロッサノ・ブラッツィ〉）
- 超音速攻撃ヘリ エアーウルフ
  - シーズン2 #13（ディエム）
  - シーズン3 #12（ランガヴァラ将軍〈ジェームズ・ホン〉）
- 24 -TWENTY FOUR-（ジェームズ・ヘラー国防長官〈ウィリアム・ディヴェイン〉）
- 特捜刑事マイアミ・バイス シーズン3 #10（レオ・クライセン）、#11 （刑事）
- 特攻野郎Aチーム
  - シーズン2 #2（ピータース医師）
  - シーズン3 #1（マイケル・プレスコット議員）、#19（ロバート・コーソン）
  - シーズン5 #4（ストラッサー博士）
- パワーレンジャー（キャプラン）
- 犯罪捜査官ネイビーファイル（ウォルター・ヒューム〈ジョージ・D・ウォレス〉）
- ヒルストリート・ブルース シーズン1 #8・9（ヴィエトロ〈ルイス・アヴァロス〉）
- ファミリータイズ シーズン3 #17（ドクター・ウィット）
- フェーム/青春の旅立ち シーズン1 #3（ヘクター・メレンデス〈ルイス・アヴァロス〉）
- ふたりは最高!ダーマ&グレッグ
  - シーズン3 #2（アーティ）
  - シーズン4 #7（アーチビショップ）
- プライベート・プラクティス4（デニス）
- フルハウス（牧師）
- 冒険野郎マクガイバー
  - シーズン1 #5（ウィルソン）、#6（チャールズ・オールデン博士〈ピーター・ジュラシック〉）、#9（ヴィンセント・アイヴォリー）、#19（バツ・ダス）
  - シーズン2 #7（カーン）、#11（マクガイバーの父）、#13（ヴィンス）
  - シーズン5 #21（ジェイムス・マクガイバー〈マーティン・ミルナー〉）
- マッドメン（レーン・プライス〈ジャレッド・ハリス〉）
- 名探偵ポワロ ※NHK版
  - 二重の手かがり（レッドファーン探偵）
  - 雲をつかむ死（フルニエ警部）
- モンキーキング 西遊記
- 冷血（テックス・スミス〈L・Q・ジョーンズ〉）
- ロイヤル・スキャンダル 〜エリザベス女王の苦悩〜
- ロズウェル - 星の恋人たち（バーンズ捜査官）
- ロボコップ（オムニ社の社長）※ソフト版
- ロンサム・ダブ（エディ・サッグス）

#### アニメ
- アイアン・ジャイアント
- アイドル忍者タートルズ（ブリンク、ギャング）
- アメリカン・ドラゴン（ラオ・シン）
- アンデルセン・ストーリーズ（中尉）
- くまのパディントン（ドクター・ハインツ）
- スパイダーマン（スペンサー・スマイス）
- 001/7親指トム
- ダックテイル・ザ・ムービー/失われた魔法のランプ（司会者）
- タンタンの冒険
- チップとデールの大作戦（ドレーク、エルマー、ロッコ、ペンキ屋、コウモリ、飼い主の男）※新吹き替え版
- バットマン（ロング博士、ヨル先生〈2代目〉）
- ビアンカの大冒険 ゴールデン・イーグルを救え!（フランソワ）
- 森のリトル・ギャング（オジー）
- リセス 〜ぼくらの休み時間〜（ドクター・スライサー）

#### 人形劇
- がんばれタッグス（O.J 、キャプテン・ゼロ、シーローグのおじさん 他）
- サンダーバード（標的1号副操縦士、空港警察機動隊の声、クラブロッガー操縦士マッコール）
- サンダーバード 劇場版（レイ・ピアース）※ソフト版
- マペット放送局（エド・マクマホン）

### ラジオドラマ
- ダーティペア91（杉田玄白）
- VOMIC 月華美刃（讃岐ミヤツコマロ、菊じい）

### 舞台
- ハートキャッチプリキュア! ミュージカルショー（家臣）